# NGC 2613
NGC 2613 ist eine Spiralgalaxie vom Hubble-Typ Sb im Sternbild Schiffskompass am Südsternhimmel. Sie ist schätzungsweise 66 Millionen Lichtjahre von der Milchstraße entfernt und hat einen Durchmesser von etwa 140.000 Lj. 
Das Objekt wurde am 20. November 1784 von Wilhelm Herschel entdeckt.